# 头灶镇
头灶镇，是中华人民共和国江苏省盐城市东台市下辖的一个乡镇级行政单位。

## 行政区划
头灶镇下辖以下地区：
六灶社区、徐灶社区、保丰社区、曹丿社区、张港社区、华丿社区、黄尖村、前进村、海联村、袁陈村、练坳村、沈河村、金康村、金灶村、金东村、永红村、建设村、川港村、兴灶村、新合村、中渠村、陈章村、建中村、顾丿村、韩文村、蒋泊村、南胖村、下舍村、潘港村、双中村、新中村、港东村、南洼村和姜祝村。